# Bobrynets (huyện)
Huyện Bobrynets (tiếng Ukraina: Бобринецький район, chuyển tự: Bobrynetss’kyi raion) là một huyện của tỉnh Kirovohrad thuộc Ukraina. Huyện Bobrynets có diện tích 1496 km², dân số theo điều tra dân số ngày 5 tháng 12 năm 2001 là 31593 người với mật độ 21 người/km2. Trung tâm huyện nằm ở Bobrynets.